# Coelogyne caloglossa
Coelogyne caloglossa är en orkidéart som beskrevs av Rudolf Schlechter.
Coelogyne caloglossa ingår i släktet Coelogyne och familjen orkidéer. Artens utbredningsområde är Sulawesi. Inga underarter finns listade i Catalogue of Life.